# Omloop Het Nieuwsblad 2021
L'Omloop Het Nieuwsblad 2021, settantaseiesima edizione della corsa e valevole come seconda prova dell'UCI World Tour 2021 categoria 1.UWT, si svolse il 27 febbraio 2021 su un percorso di 200,5 km, con partenza da Gand e arrivo a Ninove, in Belgio. La vittoria fu appannaggio dell'italiano Davide Ballerini, il quale completò il percorso in 4h43'03", alla media di 42,501 km/h, precedendo il britannico Jake Stewart ed il belga Sep Vanmarcke.
Sul traguardo di Ninove 141 ciclisti, su 175 partiti da Gand, portarono a termine la competizione.

## Squadre e corridori partecipanti
| N.      | Cod. | Squadra                  |
| ------- | ---- | ------------------------ |
| 1-7     | TFS  | Trek-Segafredo           |
| 11-17   | DQT  | Deceuninck-Quick Step    |
| 21-27   | LTS  | Lotto Soudal             |
| 31-37   | IWG  | Intermarché-Wanty-Gobert |
| 41-47   | ACT  | AG2R Citroën Team        |
| 51-57   | AST  | Astana-Premier Tech      |
| 61-67   | TBV  | Bahrain Victorious       |
| 71-77   | BOH  | Bora-Hansgrohe           |
| 81-87   | COF  | Cofidis                  |
| 91-97   | EFN  | EF Education-Nippo       |
| 101-107 | GFC  | Groupama-FDJ             |
| 111-117 | IGD  | Ineos Grenadiers         |
| 121-127 | ISN  | Israel Start-Up Nation   |

| N.      | Cod. | Squadra                  |
| ------- | ---- | ------------------------ |
| 131-137 | TJV  | Jumbo-Visma              |
| 141-147 | MOV  | Movistar Team            |
| 151-157 | BEX  | Team BikeExchange        |
| 161-167 | DSM  | Team DSM                 |
| 171-177 | TQA  | Team Qhubeka Assos       |
| 181-187 | UAD  | UAE Team Emirates        |
| 191-197 | AFC  | Alpecin-Fenix            |
| 201-207 | BWB  | Bingoal WB               |
| 211-217 | SVB  | Sport Vlaanderen-Baloise |
| 221-227 | BBK  | B&B Hotels               |
| 231-237 | ARK  | Team Arkéa-Samsic        |
| 241-247 | TDE  | Total Direct Énergie     |

## Ordine d'arrivo (Top 10)
| Pos. | Corridore         | Squadra    | Tempo    |
| ---- | ----------------- | ---------- | -------- |
| 1    | Davide Ballerini  | Deceuninck | 4h43'03" |
| 2    | Jake Stewart      | Groupama   | s.t.     |
| 3    | Sep Vanmarcke     | Israel     | s.t.     |
| 4    | Heinrich Haussler | Bahrain    | s.t.     |
| 5    | Philippe Gilbert  | Lotto      | s.t.     |
| 6    | Alex Aranburu     | Astana     | s.t.     |
| 7    | Florian Sénéchal  | Deceuninck | s.t.     |
| 8    | Matteo Trentin    | UAE        | s.t.     |
| 9    | Kevin Geniets     | Groupama   | s.t.     |
| 10   | Nils Politt       | Bora       | s.t.     |